# Kajeputträd
Kajeputträd (Melaleuca leucadendra) är en växt som tillhör familjen myrtenväxter. Den kan bli upp till tio meter hög och blommar i oktober med gräddvita blommor. Odlade former varierar i vitt, rosa och vinröd. Barken hos kajeputträdet är vit och faller av i breda sjok. Efter stora skogsbränder dominerar trädet ofta vegetationen och kan helt ersätta inhemska växter. Den klassas som ett svårt ogräs i Florida. Ursprungligen kommer kajeputträdet från Australien, Malaya och Nya Kaledonien.

## Kajeputolja
Genom destillation av kajeputträdets blad utvinns kajeputolja, som har medicinsk användning i smärtstillande liniment.
Den råa oljan har doft av kamfer och rosmarin och en svagt bitter, aromatisk smak, samt grön färg, vilket anses bero på närvaro av koppar eller något klorofyllförande harts. Genom förnyad destillation erhålls en färglös eller svagt gulaktig olja.
Förfalskad kajeputolja förekommer och denna består av en blandning av rosmarinolja, terpentinolja och kamfer och har liksom den äkta oljan en grön färg.